# Boat Builders
«Boat Builders» (рус. Кораблестроители) — американский мультипликационный фильм Уолта Диснея, выпущено 25 февраля 1938. Режиссёр фильма Бен Шарпстин.

## Сюжет
Микки Маус, Гуфи и Дональд Дак строят лодку и, конечно же, строительство превращается в обычную для друзей неразбериху. Ведь когда Королева Минни уже готова к спуску на воду, вместе с фанфарами она рассыпается на части.

## Русский дубляж
- Олег Безинских — Микки Маус
- Илья Носков — Дональд Дак
- Михаил Вассербаум — Гуфи
- Сауле Искакова — Минни Маус

На русский язык мультфильм дублирован компанией «Нева-1» по заказу «Disney Character Voices International» в 2002 году.
- Режиссёр дубляжа — Ольга Михеева
- Переводчик — Олег Ставрогин
- Автор синхронного текста — Елена Ставрогина
- Диктор — Геннадий Богачёв

## Релизы
- 1981 — «Mickey Mouse and Donald Duck Cartoon Collections Volume 3» (VHS)
- 1989 — «Cartoon Classics: Mickey and the Gang» (VHS)